# Fontaine-l'Abbé
Fontaine-l'Abbé és un municipi francès situat al departament de l'Eure i a la regió de Normandia. L'any 2007 tenia 574 habitants.

## Demografia

### Població
El 2007 la població de fet de Fontaine-l'Abbé era de 574 persones. Hi havia 224 famílies, de les quals 50 eren unipersonals (15 homes vivint sols i 35 dones vivint soles), 85 parelles sense fills, 81 parelles amb fills i 8 famílies monoparentals amb fills.
La població ha evolucionat segons el següent gràfic:
Habitants censats

### Habitatges
El 2007 hi havia 259 habitatges, 223 eren l'habitatge principal de la família, 21 eren segones residències i 16 estaven desocupats. 257 eren cases i 1 era un apartament. Dels 223 habitatges principals, 171 estaven ocupats pels seus propietaris, 44 estaven llogats i ocupats pels llogaters i 8 estaven cedits a títol gratuït; 9 tenien dues cambres, 39 en tenien tres, 67 en tenien quatre i 109 en tenien cinc o més. 169 habitatges disposaven pel capbaix d'una plaça de pàrquing. A 86 habitatges hi havia un automòbil i a 120 n'hi havia dos o més.

### Piràmide de població
La piràmide de població per edats i sexe el 2009 era:
| Homes | Edats   | Dones |
| ----- | ------- | ----- |
| 0     | 95 o +  | 0     |
| 0     | 90 a 94 | 0     |
| 0     | 85 a 89 | 4     |
| 0     | 80 a 84 | 0     |
| 4     | 75 a 79 | 8     |
| 8     | 70 a 74 | 16    |
| 16    | 65 a 69 | 12    |
| 12    | 60 a 64 | 20    |
| 12    | 55 a 59 | 12    |
| 28    | 50 a 54 | 16    |
| 8     | 45 a 49 | 16    |
| 24    | 40 a 44 | 16    |
| 16    | 35 a 39 | 24    |
| 20    | 30 a 34 | 20    |
| 12    | 25 a 29 | 20    |
| 8     | 20 a 24 | 12    |
| 8     | 15 a 19 | 16    |
| 20    | 10 a 14 | 28    |
| 20    | 5 a 9   | 12    |
| 24    | 0 a 4   | 4     |

## Economia
El 2007 la població en edat de treballar era de 359 persones, 259 eren actives i 100 eren inactives. De les 259 persones actives 238 estaven ocupades (136 homes i 102 dones) i 20 estaven aturades (7 homes i 13 dones). De les 100 persones inactives 50 estaven jubilades, 23 estaven estudiant i 27 estaven classificades com a «altres inactius».

### Ingressos
El 2009 a Fontaine-l'Abbé hi havia 234 unitats fiscals que integraven 644 persones, la mediana anual d'ingressos fiscals per persona era de 17.495,5 €.

### Activitats econòmiques
Dels 13 establiments que hi havia el 2007, 3 eren d'empreses de fabricació d'altres productes industrials, 7 d'empreses de construcció, 1 d'una empresa de comerç i reparació d'automòbils i 2 d'empreses de serveis.
Dels 6 establiments de servei als particulars que hi havia el 2009, 3 eren paletes, 2 fusteries i 1 lampisteria.
L'any 2000 a Fontaine-l'Abbé hi havia 7 explotacions agrícoles.

## Equipaments sanitaris i escolars
El 2009 hi havia una escola elemental.

## Poblacions més properes
El següent diagrama mostra les poblacions més properes.